# Francis Marroux
Francis Marroux, né le 18 janvier 1915 à Montboucher-sur-Jabron, dans la Drôme, mort le 27 décembre 1987 à Montélimar (Drôme), est un sous-officier de gendarmerie et résistant français. Il fut le chauffeur attitré du général de Gaulle, notamment lors des attentats de Pont-sur-Seine et du Petit-Clamart.

## Activité dans la Résistance
Jeune brigadier cantonné au camp de Satory, Francis Marroux rejoint la Résistance au cours de l'année 1941 par l'intermédiaire d'un de ses officiers, le capitaine Robert-Pol Dupuy, tête du réseau de Satory qui noyaute la Gendarmerie de la région parisienne. Dans ce cadre, il participe aux opérations sur l'ouest et le sud de la capitale.
En 1943, Francis Marroux prend le maquis en Dordogne avec quatre camarades. Retrouvant le capitaine Dupuy, il prépare avec lui et les résistants de Limoges l'évasion d'un groupe d'officiers français internés à Évaux-les-Bains, dont deux généraux,.
Sous l'impulsion de Dupuy, le secteur de la Résistance de Dordogne-sud dont le brigadier Marroux fait désormais partie reforme le 50e Régiment d'infanterie de ligne, libère Périgueux, Angoulême, Cognac, Saintes et rejoint le général de Larminat dans les Forces françaises de l'Ouest.
Redevenu gendarme après la guerre, Francis Marroux est en poste au 1er escadron de chars de Satory. Il a le grade de maréchal-des-logis. En janvier 1959, il est appelé par son ancien chef de la Résistance, devenu colonel : Robert-Pol Dupuy vient en effet d'être nommé commandant militaire du palais de l'Élysée et lui demande de devenir le chauffeur en titre du chef de l'État.

## Carrière à l'Élysée

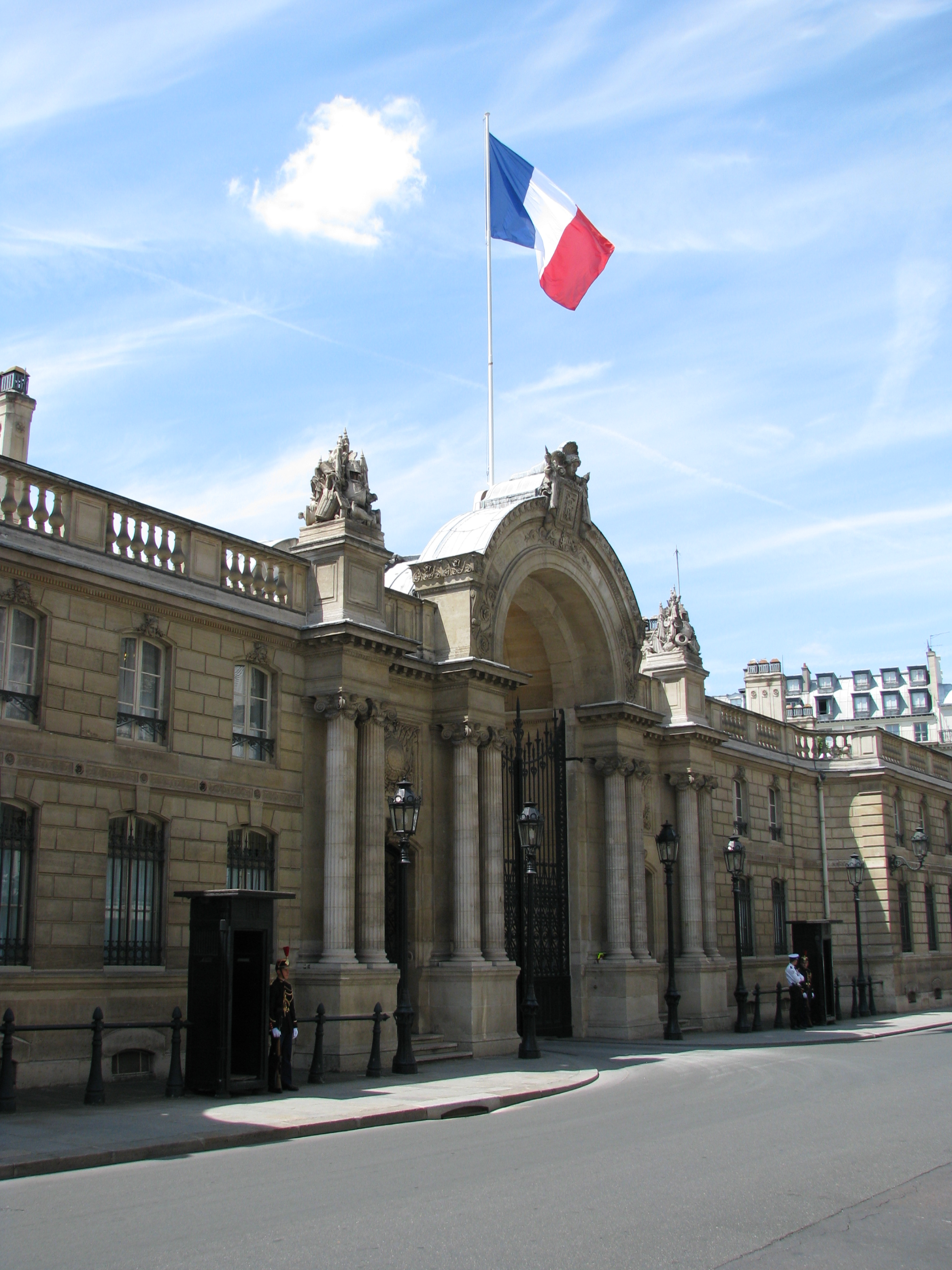
Palais de l'Élysée, entrée.

Sur le plan administratif, pour ce nouveau poste qu'il accepte, Francis Marroux est détaché de son escadron de chars jusqu'au 1er juillet 1967. Après cette date, il reste détaché à la présidence de la République mais est affecté à l'escadron moto de la Garde républicaine.
De janvier 1959 au 28 avril 1969, date de la démission du général de Gaulle, Francis Marroux assure à l'Élysée tous les déplacements officiels du chef de l'État. Il assure aussi tous ses déplacements privés, notamment les transports à l'aérodrome de Villacoublay que le général et madame de Gaulle ont l'habitude d'utiliser pour se rendre en hélicoptère à Colombey-les-Deux-Églises. C'est lors d'un de ces trajets que la voiture conduite par Francis Marroux est prise sous le feu d'armes automatiques, au rond-point du Petit-Clamart.
Il effectue ce service durant les dix années que le général de Gaulle passe à la présidence. Désireux de suivre ce dernier après sa démission, il fait valoir ses droits à la retraite le 1er juin 1969. À cette occasion, après avoir fait toute sa carrière en tant que sous-officier d'active, Francis Marroux est nommé officier honoraire de la Gendarmerie nationale. S'installant dès lors au domaine de la Boisserie,, résidence personnelle de l'ancien chef d'État, il devient son chauffeur privé et son homme de confiance.
Le 9 novembre 1970, dans les minutes précédant le décès du général dans sa bibliothèque, Francis Marroux descend un matelas du premier étage et y installe le général. Aidé du médecin qui constate peu après le décès et du prêtre venu administrer les derniers sacrements, il transporte ensuite le corps dans le salon voisin où il est recouvert jusqu'à mi-poitrine du drapeau français. Après les obsèques, il reste auprès de madame de Gaulle jusqu'en septembre 1978, date à laquelle elle décide de s'installer dans une maison de retraite. Pour ce trajet, il la conduit une dernière fois.

## Conduite durant les attentats

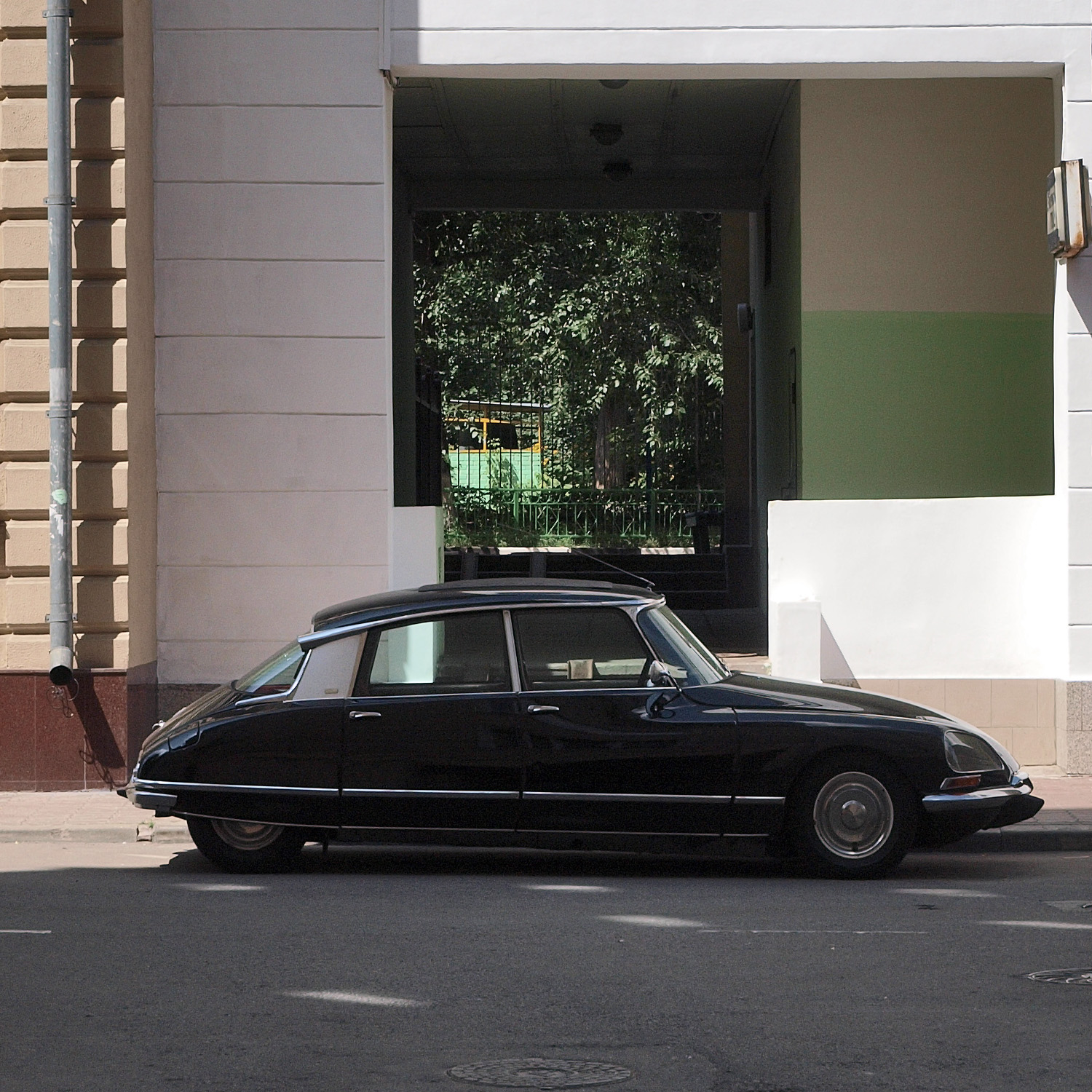
Modèle de Citroën DS.

La notoriété de Francis Marroux tient moins à son emploi à la présidence de la République qu'à la façon dont il l'a exercé et, surtout, à la période pendant laquelle il l'a exercé. Ses quatre premières années à l'Élysée coïncident en effet avec le conflit algérien, moment où la sécurité du chef de l'État prend une importance majeure : le général de Gaulle est alors « le chef d'État le plus menacé du globe ». Entre mars et septembre 1962, par exemple, les services de police dénombrent plus d'une tentative d'assassinat par semaine contre la personne du président de la République.
De ce fait, la conduite du véhicule présidentiel — qu'il s'agisse de déplacements officiels ou privés — fait partie des points les plus sensibles de la sécurité et Francis Marroux en a la responsabilité. « Conducteur d’une exceptionnelle qualité et d’un sang-froid à toute épreuve », il est confronté à plusieurs reprises à des situations critiques. Deux d'entre elles marquent cette période : l'attentat de Pont-sur-Seine et celui du Petit-Clamart.

### Attentat de Pont-sur-Seine
Le 8 septembre 1961, sur la ligne droite menant de Nogent-sur-Seine à Pont-sur-Seine, Francis Marroux conduit la DS présidentielle vers Colombey-les-Deux-Églises. Il est à la tête d'un convoi de cinq voitures et roule à 110 km/h. À 21 h 35, le véhicule qu'il conduit passe à hauteur d'un tas de sable d'où jaillit une violente explosion. Il s'agit d'un engin chargé de 43 kilos de plastic et d'un bidon de 20 litres de napalm. Selon Armand Belvisi, un des auteurs de l'attentat condamné ensuite à six ans de prison, la puissance de la déflagration projette la DS de l'autre côté de la route. Le napalm répand immédiatement « un mur de flammes » sur la chaussée. Les flammes « montaient jusqu'en haut des arbres et couraient sur toute la route » relate ultérieurement l'aide de camp. Dans cette situation, Francis Marroux accélère tout en redressant la trajectoire du véhicule. Il ne s'arrête que quelques kilomètres plus loin afin que le président de la République et son épouse puissent changer de voiture et poursuivre leur trajet jusqu'à Colombey.
La DS objet de cet attentat était exposée auparavant dans un musée privé au château de Montjalin, à Sauvigny-le-Bois dans l'Yonne où le propriétaire avait rassemblé une collection de voitures présidentielles. Celle-ci a été dispersée lors d'une vente aux enchères en février 2011.

### Attentat du Petit-Clamart
Plus connu car abondamment commenté, l'attentat du Petit-Clamart est un événement majeur de la carrière de Francis Marroux. Le 22 août 1962 vers 19 h 30, un convoi de deux voitures escortées par deux motards quitte l'Élysée sous la pluie en direction de l'aérodrome de Villacoublay. Dans le second véhicule conduit par Francis Marroux — une DS 19 immatriculée 5249 HU 75 — se tiennent le général et madame de Gaulle ainsi que leur gendre, le colonel Alain de Boissieu.
À 20 h 8, peu avant le rond-point du Petit-Clamart, dans les Hauts-de-Seine, le convoi est pris sous le feu nourri d'un commando. Cet attentat, le plus grave perpétré contre Charles de Gaulle, a été soigneusement préparé : le commando comprend douze hommes qui disposent de quatre véhicules, d'explosifs, de fusils-mitrailleurs et pistolets-mitrailleurs. La puissance de feu est considérable : on dénombrera 187 balles tirées, 14 impacts sur la voiture présidentielle dont plusieurs à hauteur des têtes du général et de madame de Gaulle.
Dès les premiers tirs, les pneus avant de la DS présidentielle crèvent, la glace arrière vole en éclats. Dans cet état, malgré le sol mouillé et roulant sur deux jantes, Francis Marroux a la présence d'esprit de rétrograder puis accélère et maintient une vive allure jusqu'à l'aérodrome de Villacoublay. En descendant, le général de Gaulle remercie le « courageux conducteur ».
Pour son travail au service du président de la République en cette occasion et en d'autres, Francis Marroux est décoré de la Légion d'honneur à titre militaire.
Une reconstitution de la DS du Petit-Clamart est exposée au musée Charles-de-Gaulle à Lille. Racheté par le colonel Dupuy peu après l'attentat, le véhicule d'origine a été offert par sa famille à l'institut Charles-de-Gaulle. Trop endommagé, il a été remplacé : les numéros de châssis et de moteur ainsi que la date de mise en circulation de l'automobile présentée ne correspondent pas à ceux de la DS présidentielle. Seules les plaques d'immatriculation sont d'origine.

## Notoriété
Militaire soumis au devoir de réserve, Francis Marroux n'a jamais accordé aucune interview pendant son service actif. Il n'a pas, non plus, répondu aux demandes des journalistes et éditeurs après sa retraite. En dépit de cette discrétion, son rôle à la présidence de la République reste très documenté.
La plupart des ouvrages biographiques consacrés au général de Gaulle mentionnent son nom et son action déterminante en certaines circonstances. Tous les articles de presse et essais concernant l'attentat du Petit-Clamart soulignent bien évidemment son rôle. L'amiral Philippe de Gaulle l'évoque à plusieurs reprises dans un livre d'entretiens consacré à son père. Il faut également mentionner son apparition dans des ouvrages romanesques, notamment le best-seller de Frederick Forsyth, Chacal, adapté par la suite au cinéma, qui le cite nommément et de façon détaillée, lui donnant une certaine célébrité outre-Atlantique.
L'annonce du décès le 24 décembre 1987 de Francis Marroux à Montélimar fait l'objet de titres dans la presse française, tant nationale que régionale, rarement observés pour un chauffeur, fût-il de chef d'État. Ainsi, France Soir no 13.492 du 28 décembre 1987 consacre à cette information cinq colonnes sur plus de la moitié de sa une, titrant sur l'homme « qui avait sauvé de Gaulle au Petit-Clamart ». Cette annonce est reprise dans les rubriques nécrologiques de la presse nord-américaine qui parlent de l'homme « credited with saving the General de Gaulle » (« reconnu pour avoir sauvé le général de Gaulle »).

## Famille
Francis Marroux est issu d'une famille de petite noblesse du bas Dauphiné comptant des militaires et des résistants. Il descend du baron Josias de Marroux, mort le 1er août 1592 avec soixante-dix de ses hommes dans la défense du château de Saint-Martin-Laguépie contre les troupes de la Ligue commandées par le duc de Joyeuse.
Son frère Roger Marie Joseph Marroux, officier d'infanterie, né le 17 juillet 1923 à Montboucher-sur-Jabron, mort le 15 janvier 1973 à Peyrouse (Hautes-Pyrénées), se distingue également par ses actions au service de la France. Il reçoit de nombreuses décorations et citations, notamment lors de la campagne d'Italie en 1943-1944, où son commandement et sa conduite, lors de la meurtrière bataille du mont Cassin, sont pour l'Armée française un « magnifique exemple pour ses tirailleurs ». Le général de Gaulle écrira plus tard du régiment auquel Roger Marroux appartient : « Le 4e régiment de tirailleurs tunisiens accomplit un des faits d'armes les plus brillants de la guerre au prix de pertes énormes ». Il est ensuite de tous les théâtres d'opérations extérieures : Indochine, Tunisie, Algérie, etc.
Le cousin de Francis Marroux, Edmond Joseph, résistant né le 19 mars 1899 à Montboucher-sur-Jabron, meurt le 31 mars 1945 en déportation au camp d'Ellrich, annexe de Dora en Allemagne. La cousine par alliance de Francis Marroux, épouse d'Edmond, née Marie Célie Julia Garaud le 29 septembre 1904 à Empurany dans l'Ardèche, elle aussi résistante, décède au camp de Ravensbruck en Allemagne le 10 mai 1944.
Francis Marroux repose aujourd'hui dans le cimetière de son village natal de la Drôme, Montboucher-sur-Jabron.